# 非遗传多型性

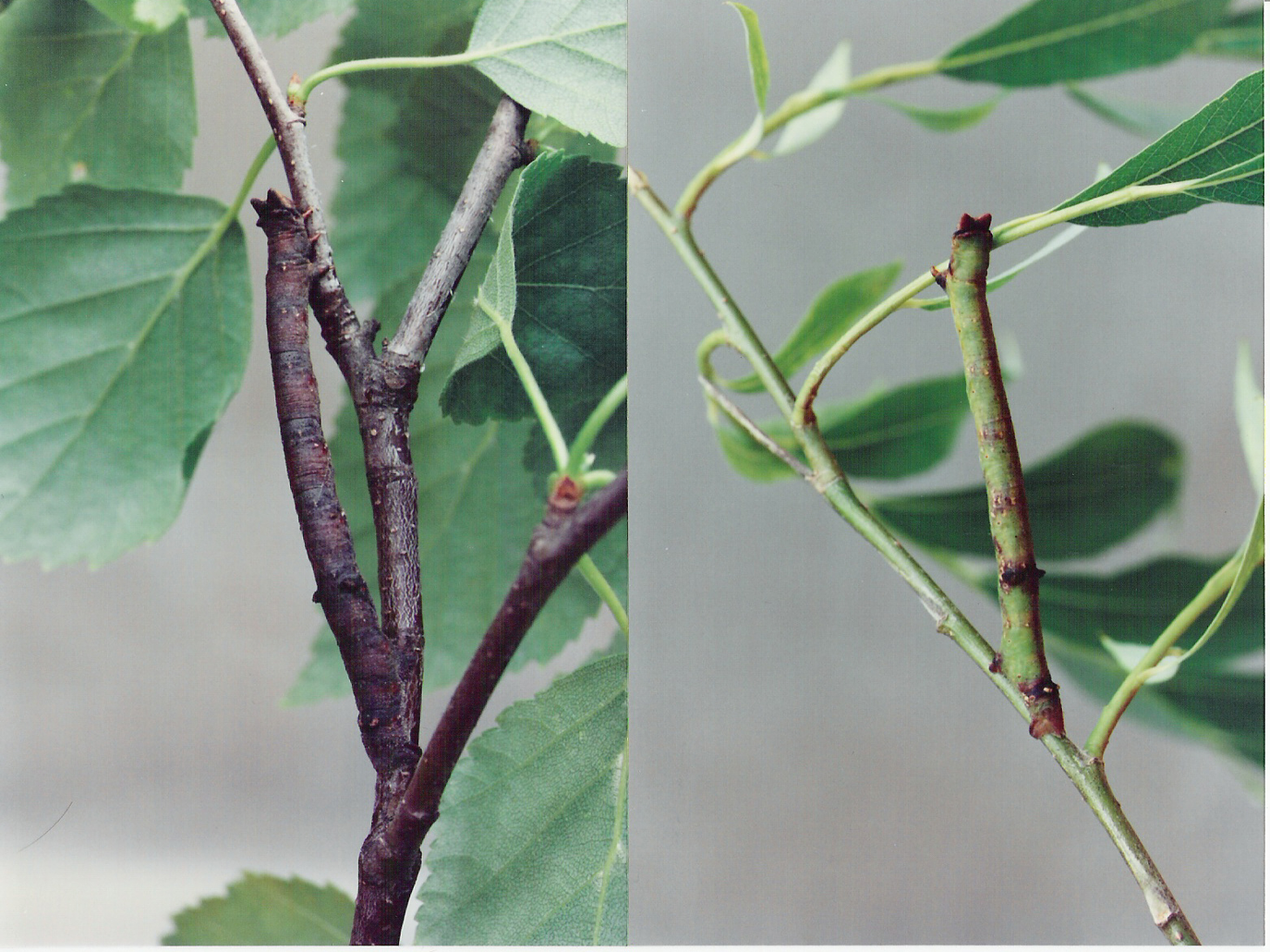
桦树（左）和柳树（右）上的桦尺蛾毛毛虫，表现出颜色的表現型多元性。

表現型多元性是指由於不同的環境條件，單個基因型可能產生多種表現型的性徵。因此，表現型多元性是表現型可塑性(phenotypic plasticity)的一個例子。 